# Luis Fonsi
Luis Alfonso Rodríguez López-Cepero (San Juan, Puerto Rico, 15 d'abril de 1978), més conegut com a Luis Fonsi, és un cantant i compositor porto-riqueny. Va ser el guanyador dels Premis Grammy Llatins l'any 2009. El 2017 va estrenar Despacito cançó dedicada a Puerto Rico amb la participació del cantant Daddy Yankee i de la col·laboració de l'actriu Zuleyka Rivera en el vídeo. El novembre de 2017 va guanyar quatre premis Grammy Latino.